# South Park – Nagyobb, hosszabb és vágatlan
A South Park – Nagyobb, hosszabb és vágatlan (eredeti cím: South Park: Bigger, Longer & Uncut) egész estés  amerikai 2D-s számítógépes animációs filmvígjáték, amely a South Park című animációs tévéfilmsorozat alapján készült. Az Amerikai Egyesült Államokban 1999. június 30-án, Magyarországon pedig 2000. augusztus 24-én mutatták be a mozikban. A filmet Trey Parker rendezte, a forgatókönyvet pedig a sorozat társalkotójával, Matt Stone-nal, valamint Pam Bradyvel közösen írta. A főbb szereplőket is Parker és Stone szinkronizálta, valamint Mary Kay Bergman és Isaac Hayes, de vendégszerepben felbukkan George Clooney, Eric Idle és Mike Judge is.
A történet a négy nyolcéves South Park-i fiúról szól, akik beosonnak egy káromkodással és durvasággal teli mozifilmre, melyben két fiktív kanadai, Terrance és Phillip szerepel. A film után a fiúk még a szokottnál is többet káromkodnak, és a szülők és tanárok oldaláról kibontakozó megoldáskeresés nemzetközi krízissé, majd lassan egy háborúvá fejlődik az Amerikai Egyesült Államok és Kanada között. Egy másik cselekményszál Szaddám Huszeint mutatja be, aki világuralomra próbál törni meleg szeretőjével, Sátánnal.
A cselekmény a cenzúrát és a bűnbakkeresést parodizálja, átemelve a Disney-reneszánsz egyes műveinek az ábrázolásait, valamint "A nyomorultak" című művet. Éles kritikával illeti továbbá az Amerikai Mozgókép Szövetséget (MPAA). A film obszcenitását bírálók nem csak a film nyelvezete ellen szólaltak fel, hanem a filmben az obszcenitást bírálók ábrázolása ellen is, akik háborút indítanak Kanada ellen, csak azért, mert Terrance és Phillip helytelenül viselkednek. Ennek ellenére a film mögött megbúvó üzenet az, hogy a szülők és a gondozók felelőssége megvédeni gyermekeiket attól, amit ők nem tartanak megfelelőnek, valamint az, hogy minden (főleg a filmek és a televízió) csupán szülői eszköz a vád megkerülésére. (Ezt jól összefoglalja a „Blame Canada” egyik sora, melyet szülők egy csoportja énekel: „Botrányt mímelni, mielőtt minket vádolnának bármivel!”)
A film egy musical, és tizenhárom dalt tartalmaz. A „Blame Canada” („Hibáztasd Kanadát”) című számot Oscarra jelölték, a díjkiosztón pedig Robin Williams adta elő.
A South Park – Nagyobb, hosszabb és vágatlan bekerült a Guinness Rekordok Könyvébe, mint minden idők legtöbb káromkodást tartalmazó animációs filmje. 2016-ig tartotta a legjövedelmezőbb felnőtt (R) korhatáros film rekordját.

## Cselekmény
A történet kezdetén Stan, Kyle, Ike, Kenny és Cartman elindulnak a moziba, hogy megnézzék az új Terrance és Phillip-filmet, melynek "Seggtüzelők" a címe. Nem adnak nekik jegyet, ezért egy hajléktalant kérnek meg, hogy vegyen nekik. A film főszereplői megállás nélkül káromkodnak, amiket a fiúk eltanulnak. Ez az osztálytársaiknak is tetszik, kivéve Wendynek, aki ráadásul egy új cserediákkal, Gregoryval tölti az idejét, Stan bosszúságára. Véletlenül megtudja Séf bácsitól, hogy egy nő szívének elnyerése a csiklóval történik, de fogalma sincs róla, hogy mi az.
Másnap a fiúk káromkodni kezdenek Mr. Garrison óráján, ezért Mr. Mackey-hez küldik őket. Mikor a szüleik megtudják, mit tettek, megtiltják nekik, hogy újra megnézzék a filmet, mindhiába. Kenny fogadást köt Cartmannel, hogy meg tudja gyújtani a szellentését. Sikerül is neki, ám lángra kap és egy elrontott életmentő műtét után a pokolban köt ki. Itt találkozik a pokol urával, Sátánnal, és homoszexuális szeretőjével, Szaddám Huszeinnel. Ezalatt Kyle anyja, Sheila megalapítja az Anyák Kanada Ellen nevű szervezetet, más szülőkkel együtt. Terrance-t és Phillipet tőrbe csalják Conan O'Brien műsorában, majd letartóztatják őket, mint háborús bűnösöket. Miután az Egyesült Államok nem engedi el őket, a kanadaiak válaszul lebombázzák a Baldwin családot. Az Egyesült Államok hadat üzen Kanadának, majd közlik, hogy Terrance-t és Phillipet egy különleges show-műsor keretében ki fogják végezni. Miután Cartman durva szavakkal és egy dallal inzultálja Sheilát, egy chipet ültetnek a fejébe, amely minden káromkodásnál durván megrázza elektromos árammal.
Sátán szerint Terrance és Phillip kivégzése az apokalipszis egyik jele, ami után megszállhatja és leigázhatja a Földet. Kenny megpróbálja meggyőzni őt, hogy szakítson Szaddámmal, sikertelenül, ezért a szelleme meglátogatja Cartmant, hogy figyelmeztesse. Miután nem tudják meggyőzni a szüleiket, a fiúk egy ellenállási mozgalmat alapítanak a két kanadai megmentésére. Gregory javaslatára felbérlik a francia akcentussal beszélő, istengyűlölő Christoph-ot, a Vakondot, hogy segítsen nekik. Miután a kanadaiakat gyűjtőtáborba zárják, Kyle elrejti Ike-ot. A showműsor alatt Stan és Kyle megpróbálják elhúzni a kivégzés megkezdését, Cartman a riasztót próbálja kikapcsolni, a Vakond pedig ezalatt megmenti Terrance-t és Phillipet. Ám közben Kenny szelleme újra megjelenik Cartman előtt, aki ettől halálra rémül és elfelejti kikapcsolni a riasztót. A Vakondot elkapják és széttépik az őrkutyák.
A fiúk megpróbálják figyelmeztetni a szüleiket, hogy nagy baj lesz, ha megtörténik a kivégzés, de rájuk se hederítenek. Váratlanul támadásba lendül a kanadai hadsereg és egy csata bontakozik ki. Cartman a zűrzavarban ki tudja menteni Terrance-t és Phillipet, és a fejébe épített chip is meghibásodik. Stan utánuk ered, de egy robbanás leteríti. A szülők megdöbbennek a történtek miatt és elállnak céljaiktól, Sheilát kivéve. Stan egy értelemmel rendelkező óriáscsiklót lát, aki azt mondja neki, hogy legyen magabiztos, és ezzel elnyerheti Wendy szívét. A gyerekek élő pajzsot vonnak Terrance és Phillip köré, Kyle pedig az anyja szemére veti, hogy bűnbakot keres a saját hibái miatt. Sheila ügyet sem vet rájuk, és egy óvatlan pillanatban lelövi a két kanadait. Ezzel beteljesül a prófécia és a Sátán a Földre száll. Azonban Szaddám hirtelen átveszi tőle az irányítást és közli, hogy mindenki hajoljon meg előtte. Sértegetni kezdi Cartmant, aki válaszul válogatott trágárságokat kezd el rámondani, ami a fejében lévő meghibásodott chip miatt egy hatalmas elektromos energiát generál. Végül ennek köszönhetően űzi őt vissza a pokolba, ahol Szaddámot felnyársalja egy cseppkő.
Hálából a segítségéért, Sátán felajánlja Kennynek, ogy teljesíti egy kívánságát. Ő azt kéri, hogy legyen minden olyan, mint a háború előtt volt. Ennek árán ő nem tér vissza, de még el tud búcsúzni a barátaitól, és ennek során látszik az arca csuklya nélkül is. Miközben ő felkerül a mennyországba, Stan és Wendy is egymásra találnak, az amerikaiak és a kanadaiak pedig békét kötnek.

## Készítése
Előkészületei 1998 januárjában kezdődtek, még a sorozat első évadával egy időben. Trey Parker és Matt Stone abban az évben írtak alá egy szerződést a Comedy Centrallal, hogy készítik az új epizódokat egészen 1999 végéig, és egy filmet is elkészíthetnek. Parker és Stone egyik feltétele az volt, hogy a film R-besorolású kell, hogy legyen, azaz mindenképpen csak 18 éven felüliek számára szóljon. A másik kitétel az volt, hogy hűnek kell lennie az eredeti sorozathoz. Ezzel nagyobb alkotói szabadságot szerettek volna elérni, és azt, hogy a film ne csak egy extra hosszúságú sorozatepizód legyen.Habár próbálták őket meggyőzni, hogy tompítsanak a filmen, a Paramount végül belement a feltételeikbe. A Parkert és Stone-t képviselő William Morris Agency azt is feltételül szabta, hogy a filmnek minél hamarabb el kell készülnie, amikor a nézettsége a sorozatnak a csúcson van, nem több évvel a vetítés kezdete után.
A film cselekményére nagy hatással volt az első évad "Halál" című epizódja. Abban a részben is tüntetnek a szülők Terrance és Phillip ellen, mert rossz hatással vannak a gyerekekre. Készítése során a második és a harmadik évadot is el kellett készíteniük, amit Parker és Stone borzalmasnak találtak. Félve attól, hogy a lelkesedésük idővel elszáll, elhatározták, hogy a történetet egy jól kidolgozott musical formájába illesztik.
A film a PowerAnimator című program segítségével készült. A karaktereket és a jelenetek hátterét úgy alkották meg, mintha papírból kivágott figurák lennének.
Mivel a sorozat és a film egyszerre készültek, ez megfeszített munkatempót követelt meg a stábtól. Még a bemutató előtt két héttel is átírásra kerültek egyes jelenetek és folyamatos egyeztetésben voltak a Paramount-tal. Ők egy Disney-filmszerű előzetest akartak, amit a stáb megtagadott. Az első előzetes mégis úgy ábrázolta a filmet, hogy "a nyár legviccesebb filmje", ami ellenkezett a szellemiségükkel. Mikor egy második előzetes is készült, minimális változtatásokkal, kettétörték a videokazettát, mielőtt visszaküldték volna a stúdiónak. A Paramount videoklipet is gyártani akart az MTV-nek, amihez felhasználták a film jeleneteit, de alaposan megvágva. Az elkészült művet a hétvégén küldték meg Parkernek és Stone-nak azzal, hogy hétfőn már az MTV-nek akarták küldeni, hogy szerdától már játsszák is. Stone nem küldte vissza a videokazettát, hanem hazavitte magával, mire a Paramount perrel kezdett el fenyegetőzni. Miután nem engedték az eredetileg eltervezett "All Hell Breaks Loose" (Elszabadul a pokol) címet, a "pokol" emlegetése miatt, szándékosan választották az áthallásos "Nagyobb, hosszab és vágatlan"-t, amivel egy körülmetéletlen péniszre céloznak.

## Szereplők
2000. augusztus 24-én mutatták be Magyarországon a mozikban a filmet. Azonban – mivel hamarabb szinkronizálták mint a sorozatot –, pár kivétellel nem a sorozatból megszokott szinkronszínészek adták a hangokat a szereplőknek. 10 évvel később (2010-ben) a Filmmúzeum tv-csatorna új szinkront készített a filmhez, amiben a jelenlegi sorozatbeli hangok hallhatóak. Az új szinkronos változat premierje 2010. december 31-én volt. Azóta többször is megismételték. A szűkös határidő miatt egyes jeleneteknél pár másodperce hallható az eredeti hangsáv.
| Szereplő                              | Eredeti hang     | Magyar hang (2000)   | Magyar hang (2010) |
| ------------------------------------- | ---------------- | -------------------- | ------------------ |
| Eric Cartman                          | Trey Parker      | Csőre Gábor          | Csőre Gábor        |
| Stan Marsh                            | Trey Parker      | Bozsó Péter          | Bozsó Péter        |
| Sátán                                 | Trey Parker      | Hollósi Frigyes      | Nagy Ervin         |
| A Vakond                              | Trey Parker      | Rába Roland          | Szatory Dávid      |
| Kalap úr                              | Trey Parker      | Józsa Imre           | Gyabronka József   |
| Mr. Garrison                          | Trey Parker      | Józsa Imre           | Gyabronka József   |
| Ned Gerblansky / Phillip Nyles Argyle | Trey Parker      | Széles Tamás         | Anger Zsolt        |
| Tábornok                              | Trey Parker      | Kránitz Lajos        | Konrád Antal       |
| Gregory                               | Trey Parker      | Kautzky Armand       | Kovács Lehel       |
| Bikinis törpe                         | Trey Parker      | Szokol Péter         | Katona Zoltán      |
| Randy Marsh                           | Trey Parker      | Szokol Péter         | Szokol Péter       |
| Bill Clinton                          | Trey Parker      | Németh Gábor         | Juhász György      |
| Kanadai filmügyi miniszter            | Trey Parker      | Barbinek Péter       | Uri István         |
| Mr. Mackey                            | Trey Parker      | Kerekes József       | Rosta Sándor       |
| Jimbo Kern                            | Matt Stone       | Kerekes József       | Hegedűs Miklós     |
| Kyle Broflovski                       | Matt Stone       | Takátsy Péter        | Dolmány Attila     |
| Szaddám Husszein                      | Matt Stone       | Kálloy Molnár Péter  | Papp János         |
| Terrance Henry Stoot                  | Matt Stone       | Welker Gábor         | Zámbori Soma       |
| Nagy Meleg Al                         | Matt Stone       | Ujréti László        | Forgács Gábor      |
| Butters Stotch                        | Matt Stone       | Minárovits Péter     | Fekete Zoltán      |
| Kenny McCormick (Hangja)              | Matt Stone       | Scherer Péter        | Markovics Tamás    |
| Kenny McCormick (Elköszönésnél)       | Mike Judge       | Scherer Péter        | Markovics Tamás    |
| Sheila Broflovski                     | Mary Kay Bergman | Molnár Piroska       | Kocsis Mariann     |
| Liane Cartman                         | Mary Kay Bergman | Rátonyi Hajni        | Rátonyi Hajni      |
| Sharon Marsh                          | Mary Kay Bergman | Kökényessy Ági       | Kökényessy Ági     |
| Wendy Testaburger                     | Mary Kay Bergman | Roatis Andrea        | Roatis Andrea      |
| Séf bácsi                             | Isaac Hayes      | Újlaki Dénes         | Harsányi Gábor     |
| Dr. Vosknocker                        | Eric Idle        | Versényi László      |                    |
| Dr. Gouasche                          | George Clooney   | Szabó Sípos Barnabás | Imre István        |
| Conan O'Brien                         | Brent Spiner     | Botár Endre          | Végh Péter         |
| Stáblista-felolvasás                  | –                | Csiszár Jenő         | Mohai Gábor        |

## Filmzene
A film filmzenealbumát 1999. június 22-én adta ki az Atlantic Records. A dalok írója Trey Parker és Marc Shaiman.

### Számlista
1. „Mountain Town” – Stan, Kenny, Kyle, Cartman, Sharon, Sheila
2. „Uncle Fucka” – Terrance és Phillip
3. „Wendy's Song” – Stan
4. „It's Easy, Mmm'kay” – Mr. Mackey, South Park-i tanulók
5. „Hell Isn't Good” – kommentár
6. „Blame Canada” – Szülők
7. „Kyle's Mom's a Bitch” – Eric Cartman
8. „What Would Brian Boitano Do?” – Stan, Kyle, Cartman
9. „Up There” – Sátán
10. „La Resistance” – Gyerekek, Katonák, Szülők, Terrance és Phillip
11. „I Can Change” – Szaddám Huszein
12. „I'm Super” – Meleg Al
13. „The Mole's Reprise” – Vakond
14. „Mountain Town” (Reprise) – South Park lakosai
15. „What Whould Brian Boitano Do? Pt. II” – DVDA
16. „Eyes of a Child” – Michael McDonald

A „Mountain Town” című dal a „Belle” című dal paródiája a Szépség és a Szörnyeteg című Disney filmből.